# Via Light
A RJ-081, oficialmente denominada Rodovia Carlinhos da Tinguá (por força da Lei Estadual 6.352/2012), e popularmente conhecida como Via Light, é uma via expressa da Região Metropolitana do Rio de Janeiro, no estado do Rio de Janeiro, que liga os municípios do Rio de Janeiro e Nova Iguaçu, atravessando os municípios de São João de Meriti, Nilópolis e Mesquita. 
O seu nome popular se dá pela rodovia margear as torres de alta tensão da Light, concessionária de abastecimento de energia da região.

## História

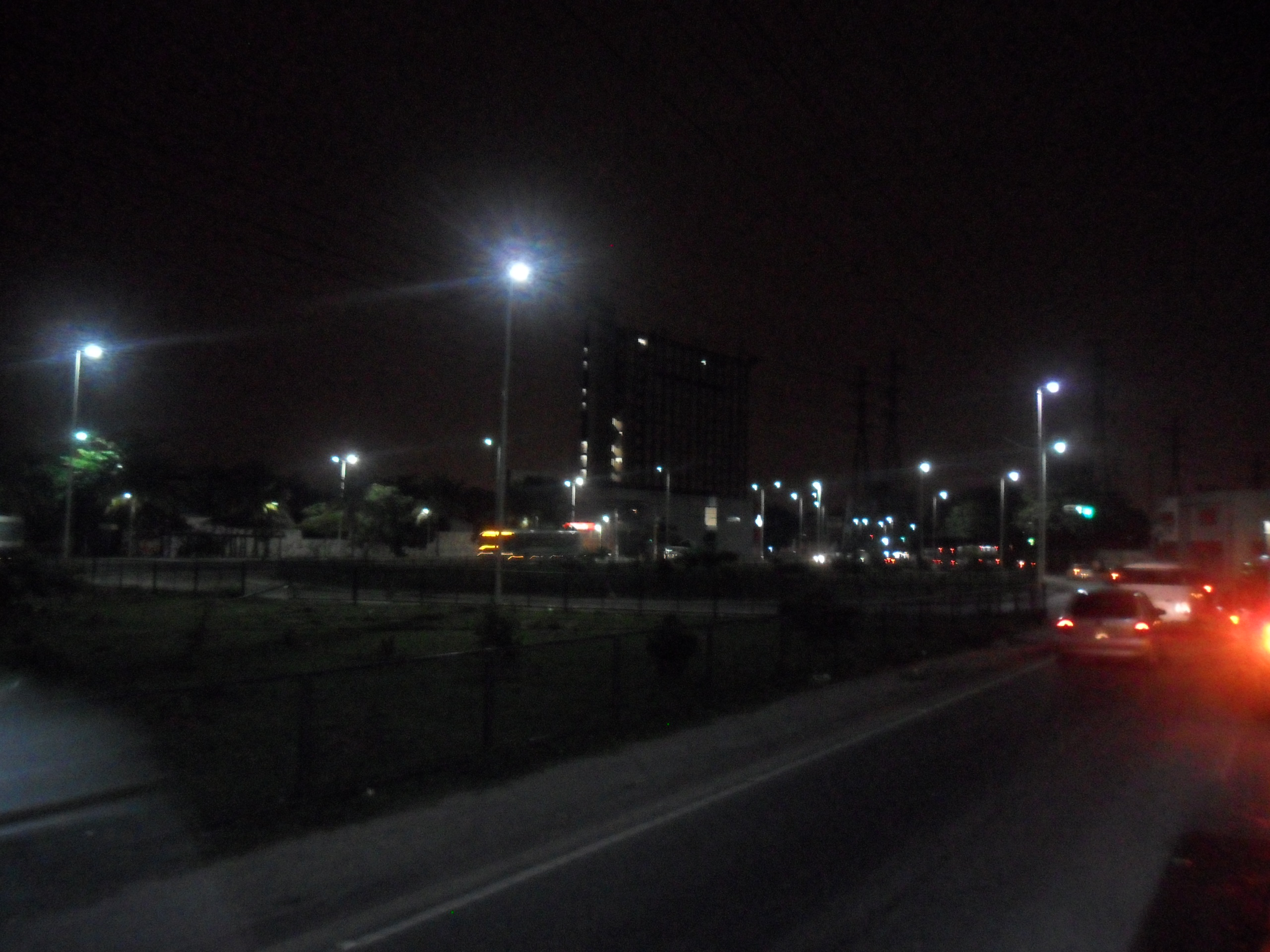
Via Light no centro de Nova Iguaçu.

Foi construída em 1998, na gestão do governador Marcello Alencar, com o intuito de desafogar o trânsito da Rodovia Presidente Dutra em direção aos municípios da Baixada Fluminense. Atualmente a rodovia tem como principal utilidade a ligação entre Nova Iguaçu e municípios vizinhos, sobretudo o bairro carioca da Pavuna. Projetada para absorver cerca de 45 mil veículos por dia, a Via Light recebia, em 2012, apenas cerca de 13 mil veículos diariamente.
Em 2005, foi inaugurado pela Prefeitura de Nova Iguaçu o trecho até o Viaduto Dom Adriano Hipólito, aumentando sua extensão para 10,5 km. Em 2010 o trecho de 3,5 km entre o Viaduto Dom Adriano Hipólito à Avenida Ministro Lafayette de Andrade foi aberto ao trânsito e em 2012 foi inaugurada a ligação ao bairro iguaçuano de Ouro Preto. Os trechos posteriores ao Viaduto Dom Adriano Hipólito, apesar de chamados de "Via Light" pela Prefeitura de Nova Iguaçu, não integram a RJ-081 no sistema de rodovias estaduais do Rio de Janeiro. Há onze passarelas para pedestres na Via Light, estando a maioria mal conservada e servindo de passagem de cavalos e motos.

### Extensão
No final de 2010, o governador Sérgio Cabral Filho anunciou licitação para obras de ampliação da Via Light. O projeto consistia em ligar o centro de Nova Iguaçu a Madureira, em dois trechos: o primeiro conectando a Avenida Chrisóstomo Pimentel de Oliveira, na Pavuna, até a Avenida Brasil, em Guadalupe (trecho A, de 3,2 km); e o segundo trecho entre a Avenida Brasil e os bairros de Acari, Honório Gurgel, Rocha Miranda e Madureira (trecho B, com mais 6 km). Avaliada em R$ 314 milhões, a obra serviria para desafogar a Rodovia Presidente Dutra. O Departamento de Estradas de Rodagem (DER-RJ) chegou a anunciar o começo das obras do primeiro trecho para o segundo semestre de 2012, porém a obra nunca chegou a ser iniciada. À época, DER-RJ alegou problemas de licenciamento ambiental e entraves nas desapropriações necessárias para as obras. Em abril de 2014, a expansão foi novamente prometida, sem efeitos práticos até o momento. Nos anos seguintes mais promessas foram feitas, coincidindo com anos eleitorais, mas nenhuma foi à frente.

## Municípios por onde passa
| Município                      | Extensão (km) |
| ------------------------------ | ------------- |
| Rio de Janeiro                 | 0,35          |
| Nilópolis / São João de Meriti | 3,2           |
| Mesquita                       | 3,6           |
| Nova Iguaçu                    | 3,5           |
| Total                          | 10,65         |

## Bairros e Demais Localidades
- Jardim Nova Era
- Bairro da Luz
- Centro de Nova Iguaçu
- Moquetá
- Chacrinha
- Califórnia
- Presidente Juscelino
- Santo Elias
- Banco de Areia
- Vila Emil
- Cruzeiro do Sul
- Centro de Mesquita
- Cosmorama
- Vila Norma
- Nova Cidade
- Vila Norma
- Novo Horizonte
- Éden
- Cabuís
- Tomazinho
- Bairro da Mina
- Paiol da Pólvora
- São Mateus
- Anchieta
- Pavuna

A Via Light tem 10,60 km de extensão e corta 25 bairros. Sub-bairros desses bairros acima não consta na lista.

## Projetos relacionados
- Prolongamento do trecho sul: Projeto de aumentar a extensão da rodovia, passando pelos bairros cariocas nos bairros de Costa Barros, Guadalupe (onde haveria um entroncamento com a Avenida Brasil), Barros Filho, Honório Gurgel, Rocha Miranda, Turiaçu e Madureira. O projeto incluiria a construção de dois túneis, quatro pontes e dois viadutos.

- Prolongamento do trecho norte: Projeto de aumentar a extensão da Via Light até o município de Queimados, passando por bairros periféricos de Nova Iguaçu.

- Construção da TransBaixada: Projeto de rodovia às margens do rio Sarapuí, ligando a Via Light, a Rodovia Presidente Dutra, a Avenida Automóvel Clube, a Rodovia Governador Leonel Brizola e a Rodovia Washington Luiz.
- BRT TransLight: Projeto de corredor exclusivo de ônibus articulados, aos moldes dos corredores existentes e em construção no Rio de Janeiro, como a TransBrasil, TransCarioca, TransOeste e TransOlímpica. Prevê a conexão do Terminal Rodoviário de Nova Iguaçu aos municípios atendidos pela rodovia, além de ligação com a estação Pavuna do Metrô do Rio de Janeiro. Com o prolongamento do trecho sul da Via Light até a Avenida Brasil, o BRT também atenderia aos bairros de Costa Barros e Guadalupe, tornando-se alternativa aos ramais de trem operados pela Supervia e conectando-se ao corredor BRT TransBrasil. Sua licitação, de iniciativa do Governo do Estado, era prevista para junho de 2013, mas não foi realizada e o projeto segue sem prazo para realização.[10]